# Hemicephalis alesa
Hemicephalis alesa är en fjärilsart som beskrevs av Druce 1890. Hemicephalis alesa ingår i släktet Hemicephalis och familjen nattflyn. Inga underarter finns listade i Catalogue of Life.